# Poli-Mossi
Pour les articles homonymes, voir Poli.
Ne doit pas être confondu avec Poli-Peulh.
Poli-Mossi est une localité située dans le département de Boulsa de la province du Namentenga dans la région Centre-Nord au Burkina Faso. 

## Géographie
Poli-Mossi est situé à environ 8 km au nord-est de Bonam et à 20 km au nord du centre de Boulsa, le chef-lieu du département et de la province.

## Éducation et santé
Le centre de soins le plus proche de Poli-Mossi est le centre de santé et de promotion sociale (CSPS) de Bonam tandis que le centre de médical avec antenne chirurgicale (CMA) de la province se trouve à Boulsa.
Poli-Mossi accueille une école primaire publique.